# Salon de la musique de Montréal
 (novembre 2008).
Si vous disposez d'ouvrages ou d'articles de référence ou si vous connaissez des sites web de qualité traitant du thème abordé ici, merci de compléter l'article en donnant les références utiles à sa vérifiabilité et en les liant à la section « Notes et références ».
Le salon de la musique de Montréal (ou salon de la musique indépendante de Montréal) est un évènement annuel, une rencontre professionnelle de l'industrie musicale, montréalaise, québécoise et étrangère. Il a lieu chaque automne à Montréal.
L'événement est sous la bannière québécoise du « salon de la musique » dont fait aussi partie le Salon de la musique indépendante de Québec
Le salon de la musique indépendante de Montréal se déroule à la Place des Arts à Montréal.

## Historique
Au printemps 2004 débuta la planification du « Bazar Alternatif de Montréal » (BAM), en collaboration avec la Société pour la promotion de la relève musicale de l'espace francophone (SOPREF) et Pop Montreal, pour donner suite à la défunte Foire du disque indépendant (FOIN), qui s’organisa pour la dernière fois à l’automne 2003. Cette première édition du rassemblement fut présentée au Studio du Musée Juste pour Rire à l’automne 2004.
L’instigateur du « BAM », Ugo Cloutier, s’est consacré ensuite au projet, « Les Bazarderies de Montréal », une journée de débats-conférences portant sur les enjeux de la jeune industrie musicale. Cette activité fut présentée dans le cadre de la Journée internationale de la diversité culturelle de l’UNESCO, à la Bibliothèque nationale, en mai 2005. L'organisation québécoise pour le réseautage culturel (le ROCQ, une entreprise d’économie sociale) s’incorpore en mai 2005 en tant qu’organisme sans but lucratif.
Une nouvelle édition du « BAM » ralliant vitrines, spectacles, débats et salon de kiosques a eu lieu à l’automne 2005, au Café Campus à Montréal. S’ensuivit les Salons de la Musique Indépendante de Montréal (SMIM) de 2006, 2007 et 2008. 
Le Salon de la musique indépendante de Québec a vu le jour en 2006. Les évènements présentent des éditions à Montréal et Québec à l’automne et à l’hiver respectivement. L'organisation se consacre l’année durant à l’organisation de vitrines itinérantes de groupes émergents, ailleurs au Québec et au Canada.

## Manifestations
- Bazar Alternatif de Montréal, 1-2 octobre 2004, Musée Juste Pour Rire, Montréal
- Bazar Alternatif de Montréal, 13 novembre 2005, Café Campus, Montréal
- Les Bazarderies de Montréal , 21 mai 2005, BanQ, Montréal
- SMIM 2006, 25-26 novembre 2006, Café Campus, Montréal[5]
- SMIM 2007, 15-16 septembre 2007, Musée Juste Pour Rire, Montréal
- SMIM 2008, 11 au 21 septembre 2008, Café Campus, Montréal
- SMIM 2009, 22 au 25 octobre 2009, Société des Arts Technologiques, Montréal
- SMIM 2010, 14 au 16 novembre 2010, Divan Orange, Montréal
- SMIM 2011, 12-13 novembre 2011, Place des Arts, Montréal

## Déroulement
Le Salon de la Musique de Montréal rassemble l’industrie, les travailleurs culturels et les artistes de la scène musicale émergente et indépendante du Québec. On y retrouve des kiosques d’informations, occupés par des entreprises et des organismes venant en aide aux artistes établis ou émergents. Des conférences sont aussi présentées chaque année, qui portent sur des thèmes et des sujets d’actualité touchant les artistes et le développement de leur carrière en promotion numérique, booking et tournées, gestion, financement. Les conférenciers(ères) sont des partenaires de l’organisation, des organismes ou des entreprises venant en aide financièrement ou stratégiquement aux artistes ou des professionnels du milieu artistique.  Le Salon de la Musique de Montréal présente un cocktail de l’industrie, une réception où sont remis des prix dans diverses catégories récompensant des entreprises et des organismes de l’industrie musicale. L'événement présente aussi ses vitrines, des concerts promotionnels offerts au public et aux professionnels de l'industrie musicale.